# 孫佳 (明朝人)
孫佳（1513年—？），字志完，錦衣衛籍，浙江餘姚縣人，明朝政治人物。

## 生平
嘉靖十九年（1540年）庚子科順天府鄉試第十名舉人。嘉靖二十九年（1550年）中式庚戌科會試第一百六十名，三甲第一百零八名進士。三十七年任興化府推官。

## 家族
曾祖孫孟宏，贈禮部尚書；祖父孫彬，教諭；父孫煉，母鄭氏。具慶下。兄孫堪（前軍都督府都督佥事）、孫墀（尚寶司司丞）、孫陞（國子監祭酒）、孫玉（省祭官）。弟孫坊（刑部主事）、孫垍。